# Johann Joachim Winckelmann

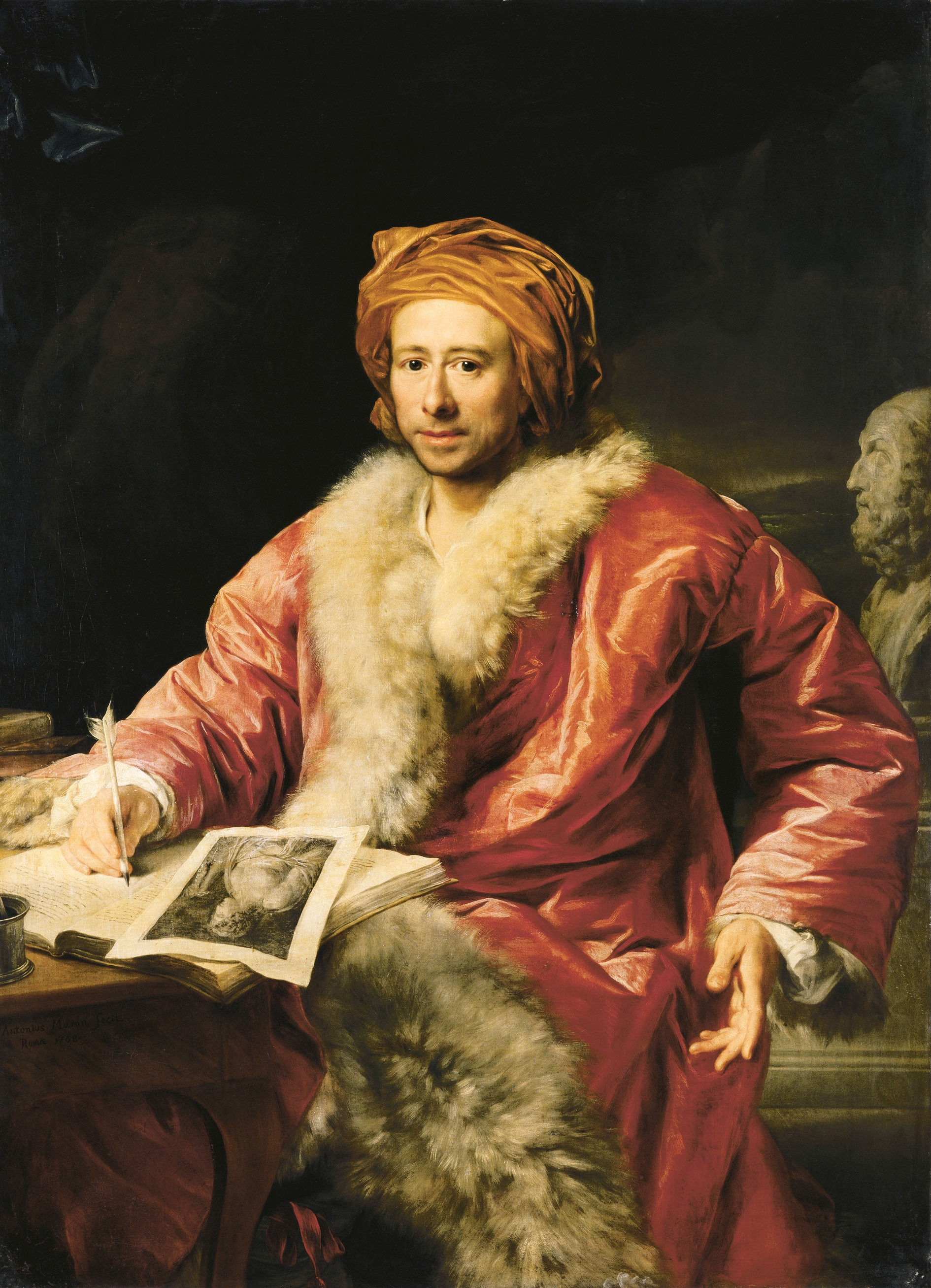
Portret pędzla Antona von Marona, 1768

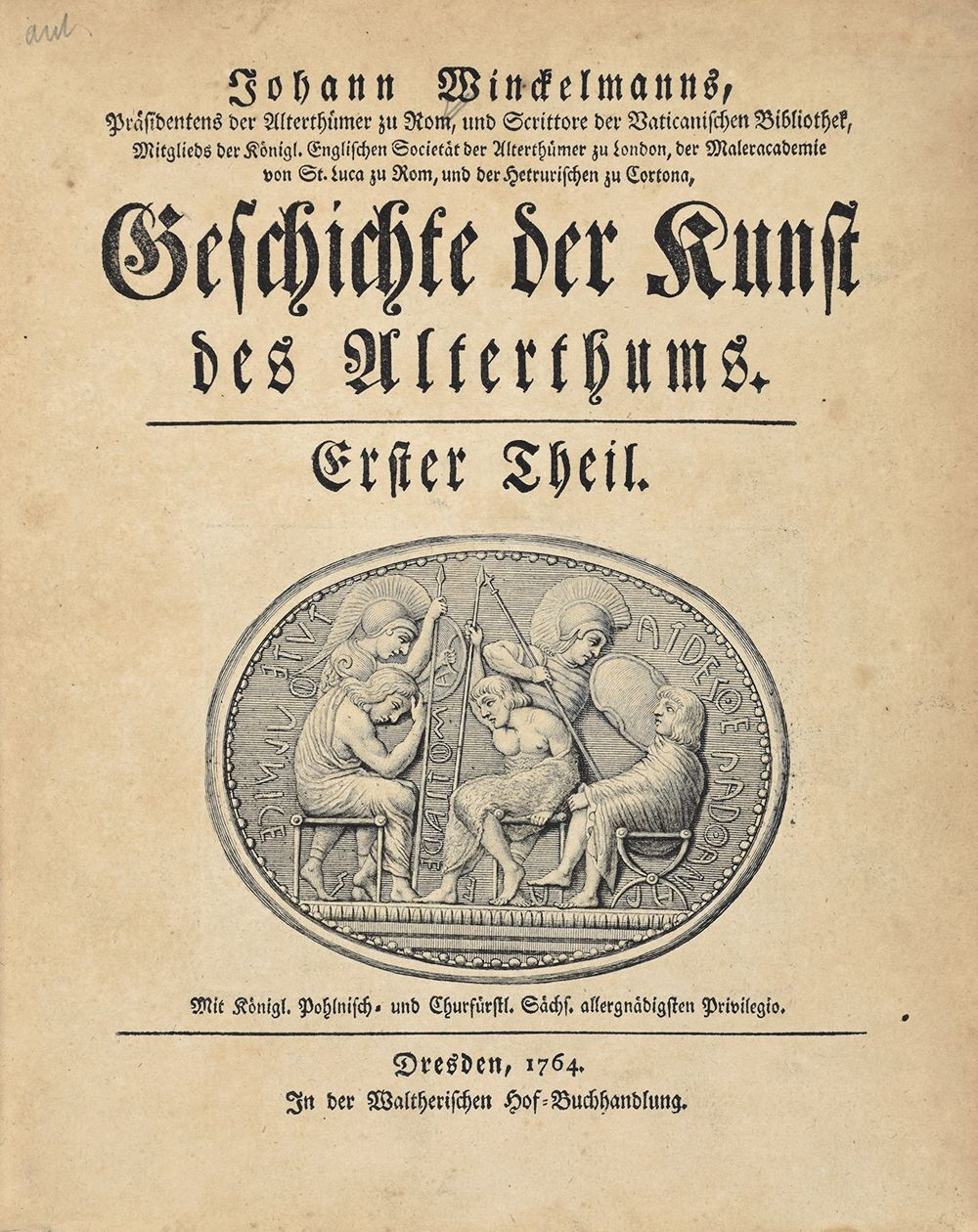
Pierwsze wydanie Geschichte der Kunst des Alterthums

Johann Joachim Winckelmann (ur. 9 grudnia 1717 w Stendal, zm. 8 czerwca 1768 w Trieście) – niemiecki historyk sztuki i archeolog.

## Życiorys
Urodził się w Stendal, w 1738 rozpoczął studia teologiczne w Halle. Szybko jednak zmienił przedmiot swoich zainteresowań, oddając się studiom nad grecką sztuką i literaturą. Rozpoczął także studia medyczne na uniwersytecie w Jenie.
W 1748 został bibliotekarzem Heinricha Bünaua, dla którego zbierał materiały do pisania historii Świętego Cesarstwa. W 1754 zauroczony kulturą starożytnego Rzymu, przeszedł na katolicyzm, chociaż w rzeczywistości nie wyznawał tej religii. Umożliwiło to Winckelmannowi zostanie bibliotekarzem kardynała Passionei.
W 1755 opublikował Gedanken über die Nachahmung der griechischen Werke in Malerei und Bildhauerkunst (Myśli nad naśladownictwem dzieł greckich w malarstwie i rzeźbie). Elektor saski August III Sas docenił przełomowe znaczenie tej pracy i przyznał mu pensję 200 talarów, dzięki czemu Winckelmann mógł kontynuować swoje badania w Rzymie. W 1755 został bibliotekarzem kardynała Archinto, a w 1763 kustoszem zbiorów antycznych u kardynała Albaniego.
W 1762 wydał Anmerkungen über die Baukunst der Alten (Uwagi o architekturze u starożytnych), zawierające opis świątyń w Paestum. W 1758 i 1762 odwiedził Neapol, efektem tej wizyty było napisanie Sendschreiben von den herculanischen Entdeckungen (1762) i Nachricht von den neuesten herculanischen Entdeckungen (1764) – dzieł które udostępniły opinii europejskiej informacje o zabytkach odkrytych w Pompejach i Herculanum.
W 1764 napisał dzieło swojego życia i jeden z najważniejszych utworów w dziejach historii sztuki światowej Geschichte der Kunst des Alterthums (Dzieje sztuki starożytnej). W pracy tej dowodził, że szczytem sztuki jest osiągnięcie piękna, czego dokonać może tylko artysta, który sam sobie narzuci rygorystycznie przestrzeganą koncepcję dzieła z edle Einfalt und stille Größe (szlachetną prostotą i spokojną wielkością). Wydanie "Dziejów sztuki starożytnej" uważa się za narodziny klasycyzmu. Powstały dwa tłumaczenia na język polski: wczesna adaptacja Stanisława Kostki Potockiego pod tytułem O sztuce u dawnych, czyli Winkelman polski z 1815 roku i kompletny przekład Tadeusza Zatorskiego z 2012 roku.
W 1768 Winckelmann pojechał do Wiednia, gdzie został uhonorowany przez cesarzową Marię Teresę. 8 czerwca został zamordowany w Trieście przez poznanego w hotelu Francesco Arcangeliego. Motywem zbrodni była prawdopodobnie chęć zabrania złotych i srebrnych monet, które Winckelmann otrzymał od cesarzowej.